# La Mussarra
La Mussarra és un edifici del municipi de Torrelles de Foix (Alt Penedès) que forma part de l'Inventari del Patrimoni Arquitectònic de Catalunya.

## Descripció
És una masia situada a l'est del terme, al límit amb Sant Martí Sarroca. És un edifici de grans dimensions i planta rectangular, constituït per planta baixa, pis i golfes. La planta baixa presenta arcs ogivals en diafragma, amb la porta d'accés adovellada d'arc de mig punt. La planta superior té una gran sala amb portals arquitravats amb guixeries, i una interessant finestra de pedra amb motllures trencaaigües amb mènsules.

### Pica baptismal
La pica baptismal de Sant Cugat i Sant Jaume de la Mussarra és gairebé esfèrica. Presenta un peu cilíndric de 80 cm de diàmetre i 20 cm d'alçada. El contorn exterior de la boca presenta un xamfrà d'uns 3 cm. És una gran peça monolítica puix la peanya en forma part. És treballada molt toscament amb un excessiu gruix de parets (17 cm) i una notable diferència d'alçada en els diferents punts del seu perímetre amb un màxim de 8 cm de desnivell. No presenta cap decoració si exceptuem una ampla faixa de 17 cm un xic sobresortida, que l'envolta a ran de boca.
La pica estava situada a la capella de Sant Cugat i Sant Jaume de la Mussarra, avui desapareguda, era d'origen romànic i pertanyé al Monestir de Santes Creus.

## Història
El lloc de la Mussarra és documentat des del segle xii. L'heretat actual és un centre d'elaboració de vins blancs de taula, amb uns cellers representatius de l'arquitectura de la fi del segle xix.